# Simon Harris
Simon Harris (irl. Síomón Ó hEarcaí; ur. 17 października 1986 w Greystones) – irlandzki polityk, deputowany, minister zdrowia (2016–2020), minister szkolnictwa wyższego, innowacji i badań naukowych (2020–2024), minister sprawiedliwości (2022–2023), minister spraw zagranicznych i handlu oraz minister obrony (od 2025), od 2024 lider Fine Gael, w latach 2024–2025 taoiseach, od 2025 tánaiste.

## Życiorys
Absolwent St. David's Secondary School w Greystones; następnie podjął studia z zakresu dziennikarstwa i języka francuskiego w Dublin Institute of Technology, których nie ukończył. Zaangażował się w działalność polityczną w ramach Fine Gael, był asystentem parlamentarzystki Frances Fitzgerald. W 2009 został radnym miejskim w Greystones oraz radny hrabstwa Wicklow.
W wyborach w 2011 kandydował z powodzeniem do Dáil Éireann 31. kadencji w okręgu Wicklow, w 2016, 2020 oraz 2024 uzyskiwał reelekcję na 32., 33. i 34. kadencję niższej izby irlandzkiego parlamentu.
15 lipca 2014 objął stanowisko ministra stanu w departamencie finansów. 6 maja 2016 został powołany na urząd ministra zdrowia w gabinecie Endy Kenny’ego. Pozostał na tym stanowisku również w utworzonym 14 czerwca 2017 rządzie Leo Varadkara. 27 czerwca 2020 został natomiast ministrem szkolnictwa wyższego, innowacji i badań naukowych w nowo powołanym gabinecie Micheála Martina. Utrzymał tę funkcję 17 grudnia 2022, gdy stanowisko premiera zgodnie z porozumieniem koalicyjnym objął Leo Varadkar. Simon Harris został też wówczas czasowo ministrem sprawiedliwości (do czasu powrotu Helen McEntee z urlopu macierzyńskiego, co nastąpiło w czerwcu 2023).
W marcu 2024 został nowym liderem Fine Gael, zastępując Leo Varadkara, który ustąpił z tej funkcji w tym samym miesiącu. 9 kwietnia 2024 niższa izba parlamentu wybrała go na stanowisko premiera (88 głosami „za” przy 69 głosach „przeciw”). Jego nowy gabinet (składający się z przedstawicieli FG, Fianna Fáil i Partii Zielonych) został zaprzysiężony jeszcze tego samego dnia.
Po wyborach z listopada 2024 FF i FG zdecydowały się na kontynuowanie współpracy, nową koalicję uzupełniła grupa posłów niezależnych. Podobnie jak w poprzedniej kadencji przewidziano rotację na stanowisku premiera, którą zaplanowano na listopad 2027. 23 stycznia 2025 na czele kolejnego rządu stanął lider Fianna Fáil Micheál Martin. Simon Harris tego samego dnia w nowym gabinecie objął urzędy wicepremiera, ministra spraw zagranicznych i handlu oraz ministra obrony.

## Życie prywatne
Żonaty z Caoimhe Wade, ma syna i córkę. Zdiagnozowano u niego chorobę Crohna.